# Église Saint-Léonard de Saint-Léonard
L'église Saint-Léonard, datant du XIIe siècle, est située à Saint-Léonard, dans le Pas-de-Calais.

## Historique et description
L'église a été construite au XIIe siècle. À l'exception de la nef latérale nord et de la tour, elle est classée au titre des monuments historiques par arrêté du 8 juin 1914.

## Galerie d'images

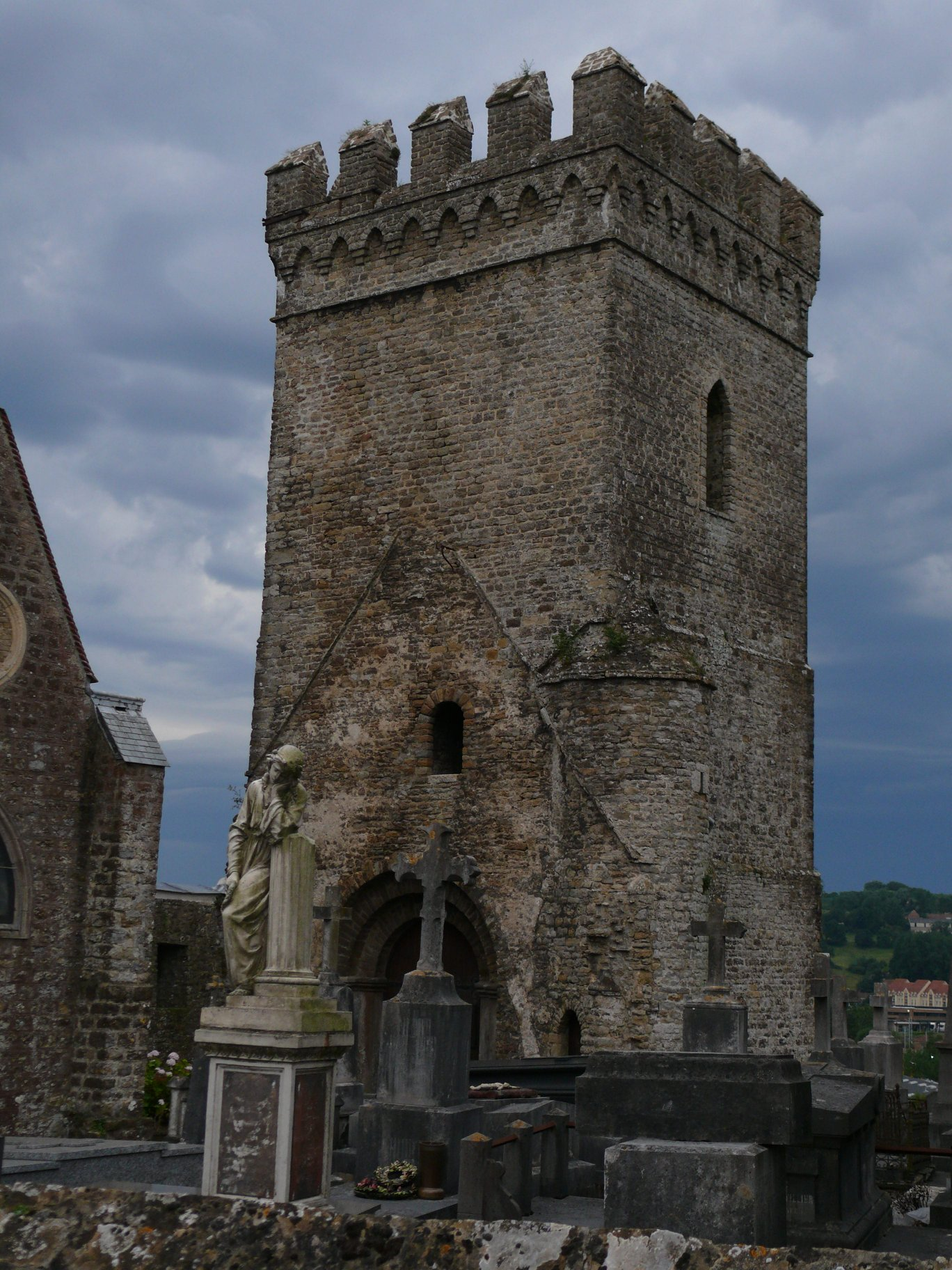
Le clocher
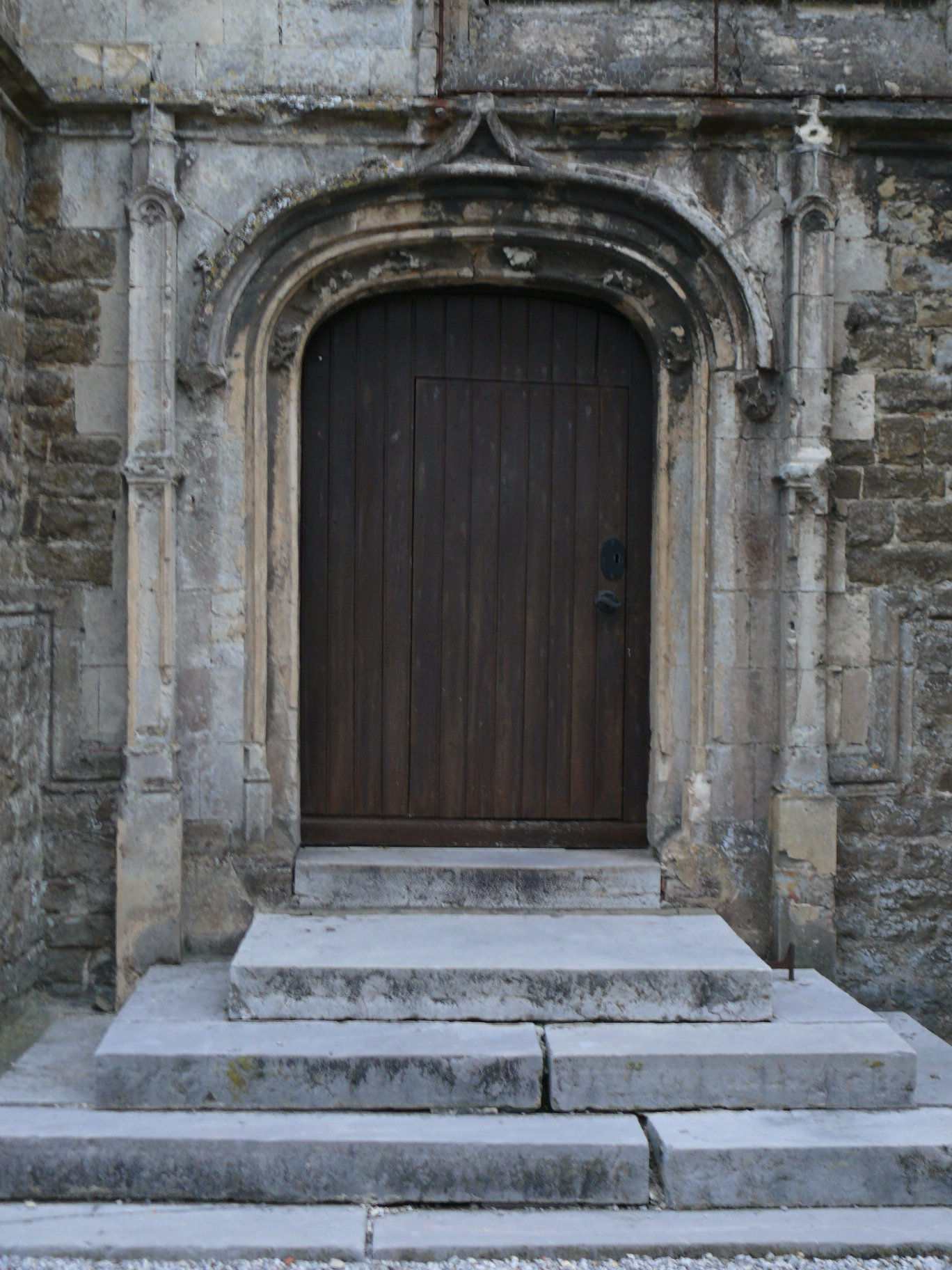
Porte
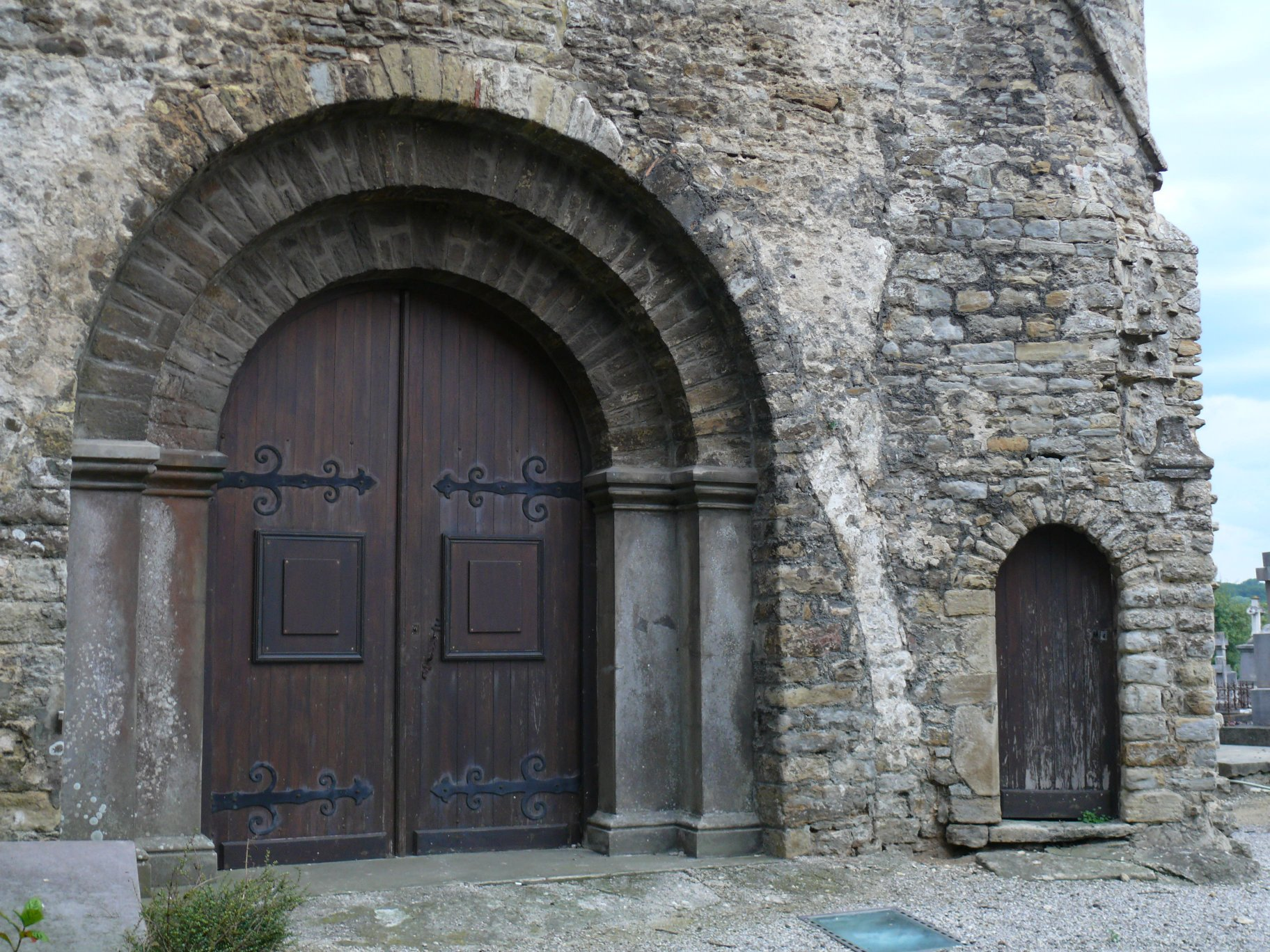
Porte
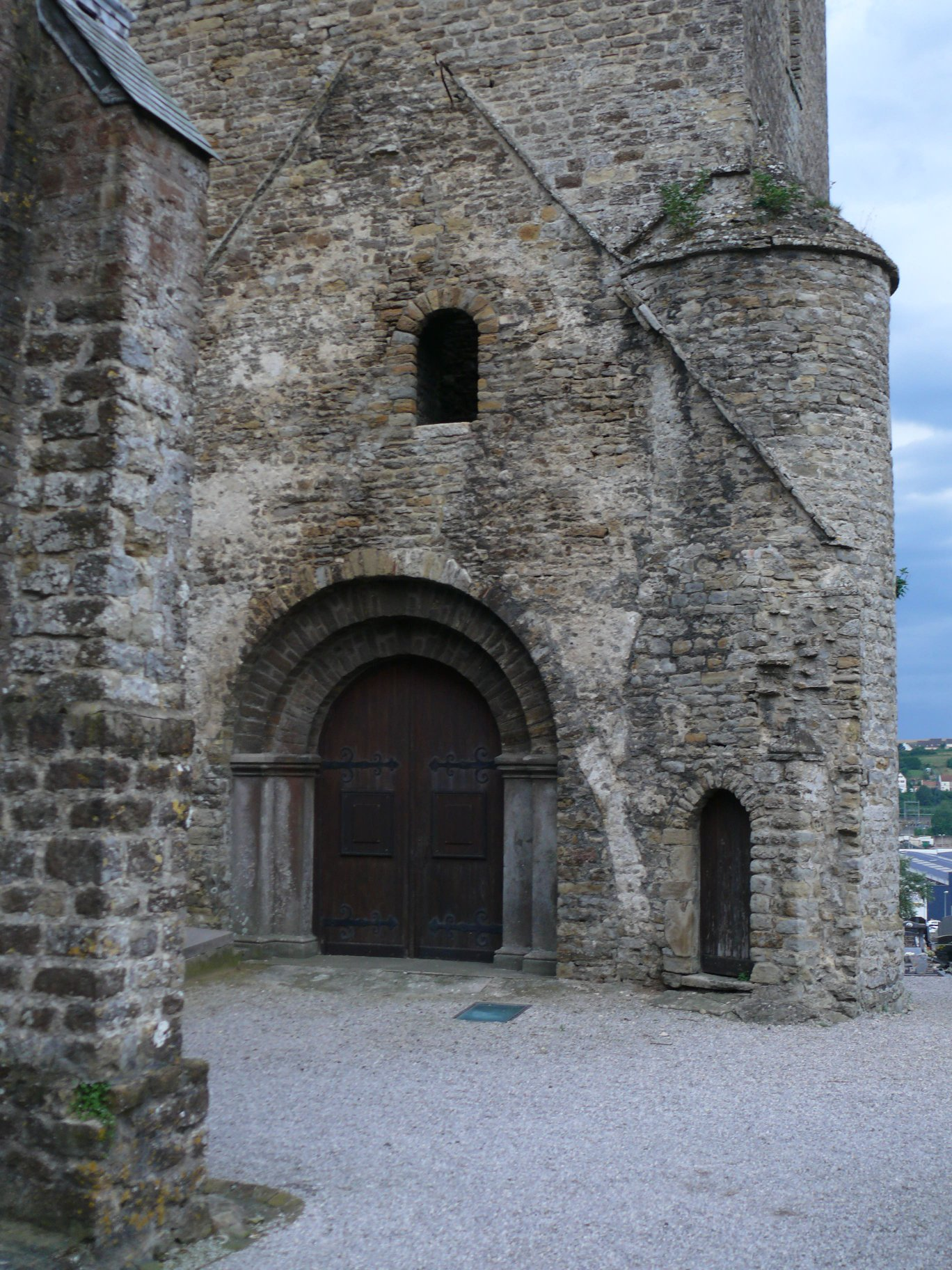
Porte
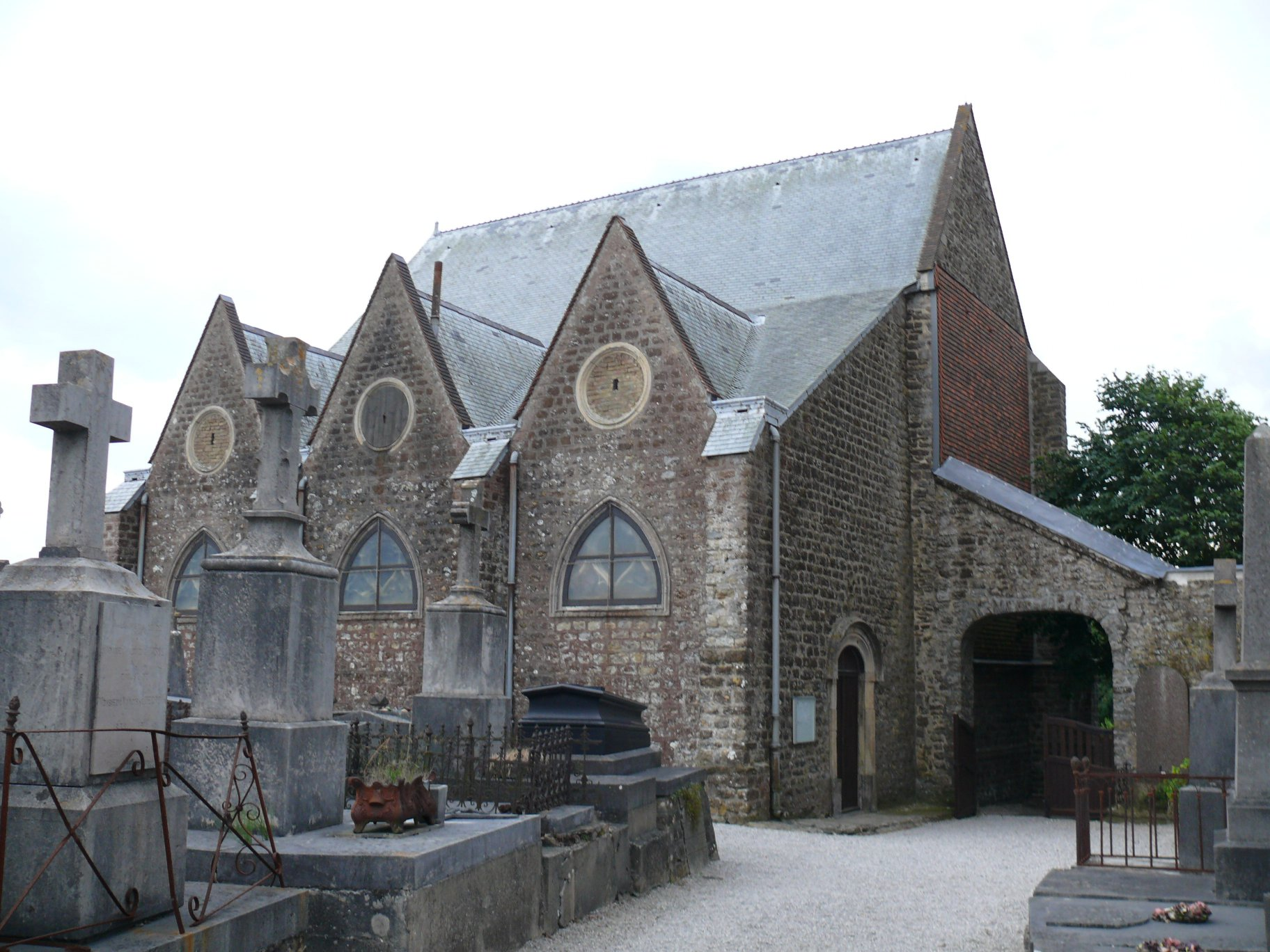
La nef